# Пісочник крикливий

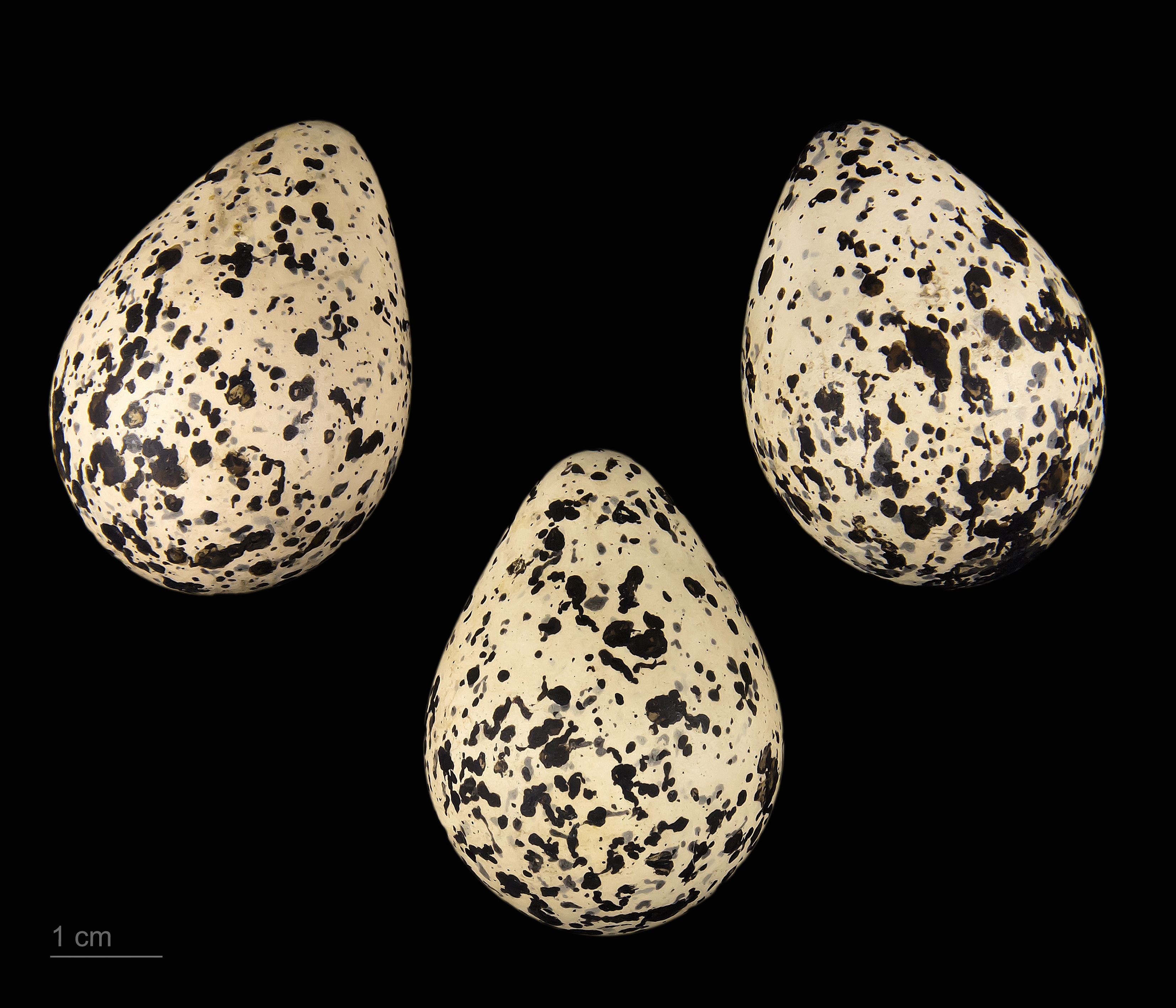
яйце Charadrius vociferus - Тулузький музей

Пісочник крикливий (Charadrius vociferus) — прибережний птах ряду Сивкоподібних (Charadriiformes). В Європі зустрічається в Ісландії, Норвегії, на Британських островах, у Франції, Швейцарії та Іспанії, на Азорах, Канарах та Майорці, в Румунії. На Американському континенті поширений практично по всій території Канади та Сполучених Штатів, а також у Мексиці, Перу, Чилі і на Багамах.

## Загальна характеристика

### Морфологічні ознаки
Великий, стрункий, довгохвостий кулик, з довгим тонким темним дзьобом і високими світло-сірими або жовтуватими ногами. Довжина тіла − 23-27 см. Маса − 55-75 г. Характерною ознакою є подвійна темна смуга на волі; груди, живіт і низ хвоста білі; верх голови, тулуба і хвоста сіро-бурий, пера часто зі світлою бурувато-охристою облямівкою; чоло і «брови» білі, навколо очей характерне яскраве жовтогаряче кільце, очі великі, темні; дзьоб темний, від дзьоба і вгорі чола через око йдуть темні смуги, які з'єднуються, утворюючи темні «вуха». Основа хвоста зверху руда, закінчення темне, бічні пера хвоста на кінцях мають білі плями. Контрастне забарвлення хвоста стає видимим у польоті або при демонстративній поведінці. Також у польоті видно білі смуги на крилах. У молодих птахів на волі лише одна темна смуга.

### Біотоп і живлення
Цього птаха можна зустріти у відкритій місцевості, на низькотравних луках, часто коло води, на піщаних або галькових мілинах вздовж річок, на прирічкових луках. Він швидко бігає по березі в пошуку дрібних ракоподібних, комах, павуків, червів, молюсків та іншої дрібної живності. Загалом поведінка типова як і в інших видів пісочників — великого, малого та морського.

### Гніздування
Гнізда влаштовують на відкритому ґрунті, у мілких, нічим не вистелених заглибинах. Пара зазвичай висиджує 4 рябих яєць протягом 24-28 днів, часом по 2 кладки на сезон. Птах відомий своєю відволікаючою поведінкою в разі загрози малятам. Щоб відвернути увагу від пташенят, які за сигналом зачаюються, самиця подає голос і, вдаючи, що в неї перебите крило, розпускає крила і хвоста, виконує відволікаючий маневр по землі. Весь цей час птаха видає пронизливий крик, від якого, ймовірно, й походить її видова назва.

### Голос
Не лише для відвернення уваги, але й при кожному польоті птах видає високий протяжний крик кіл-дііі, кіл-ді-ді-дііі, або киїт-киїт-киїт
- Поклик пісочника крикливого
- Відволікаюча поведінка

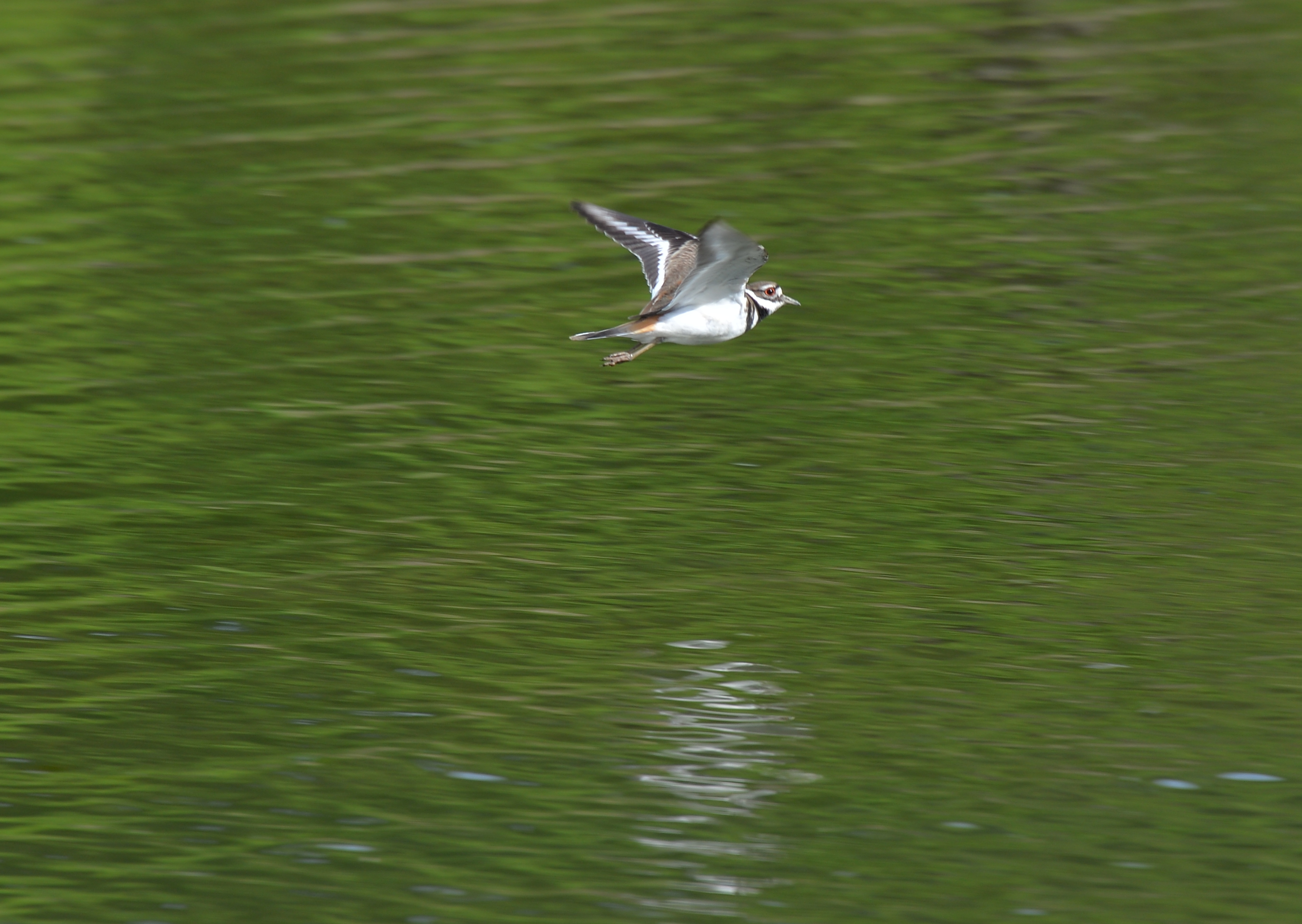
Пісочник крикливий у польоті
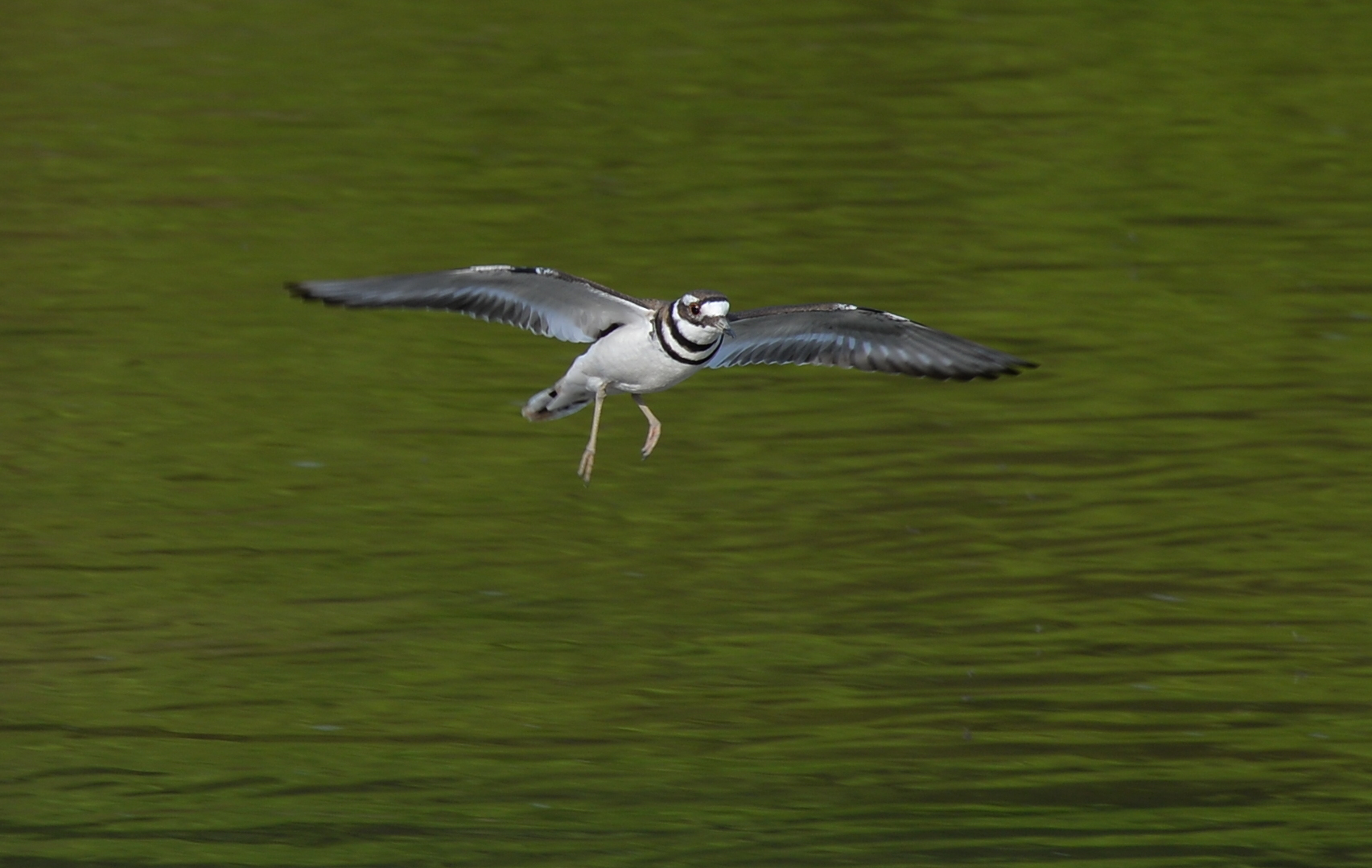
Пісочник крикливий перед приземленням

### Підвиди
Виділяють три підвиди, які дещо відрізняються розмірами та кольором.
- Charadrius vociferus peruvianus
- Charadrius vociferus ternominatus
- Charadrius vociferus vociferus